# Пенджаб (Индия)
Пенджа́б (в.-пандж. ਪੰਜਾਬ; хинди पंजाब, Панджаб; англ. Punjab) — штат на северо-западе Индии. Столица — Чандигарх (не входит административно в состав Пенджаба, а образует отдельную союзную территорию), крупнейший город — Лудхиана. Население — 27 704 236 человек (15-е место среди штатов; данные 2011 года). Этот индийский штат является частью более крупного региона под тем же названием, куда также входят пакистанская провинция Пенджаб, а также индийские штаты Харьяна и Химачал-Прадеш.

## География
Площадь территории 50 362 км² (19-е место). Большая часть территории Пенджаба представлена плодородной равниной с множеством рек и системой оросительных каналов. Юго-запад штата — более засушливый, в конечном итоге сливается с пустыней Тар. Горный хребет Сивалик простирается в северо-восточной части Пенджаба, у подножья Гималаев. В зависимости от климата, в штате выделяют 3 различных типа почв.
Для климата штата характерно резкое различие летних и зимних температур, так летом они могут достигать 47 °С, а зимой опускаться до −4 °С. Выделяют 3 сезона: летний (с апреля по июнь), сезон муссонов (с июля по сентябрь) и зимний (с декабря по февраль). Между ними имеются переходные сезоны.

## История

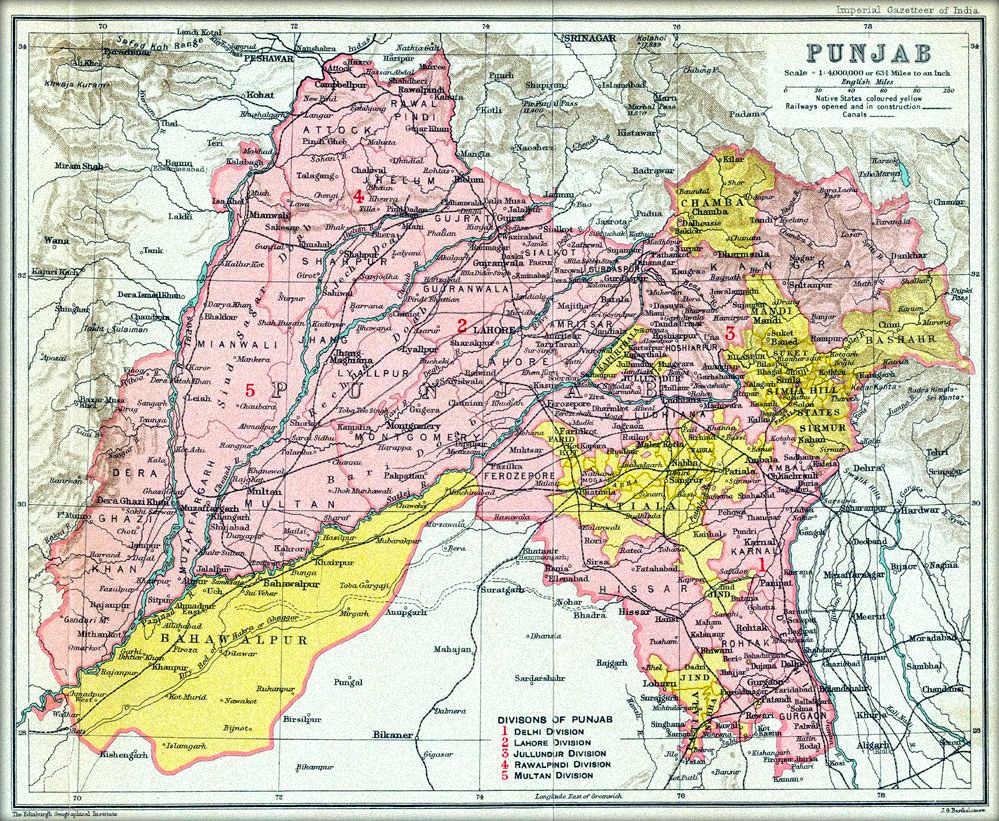
Пенджаб при британцах, до 1947 года

В 3500–1800 годах до н. э. на территории Пенджаба процветала  Хараппская цивилизация. 
В этом штате в начале XVI века возник сикхизм.
В 1930 году индийский национальный конгресс объявил независимость от Лахора. Лахорская резолюция 1940 года о работе мусульманской лиги для Пакистана повлекла за собой последующие жестокие и кровавые события. 1946 год был отмечен жестокими столкновениями между религиозными группами. Мусульманская лига атаковала правительство мусульман, желающих объединения территории, сикхов и конгресса. Сикхи и индусское население пошли в контратаку, что продолжило жестокую бойню. Тем не менее конгресс и мусульманская лига поддерживали разделение штата по религиозным соображениям на 2 части.
С объявлением независимости в 1947 году, британская провинция Пенджаб была разделена на 2 части по религиозному признаку: мусульманская западная часть (ставшая частью образовавшегося государства Пакистан) и индуистско-сикхская восточная часть (оставшаяся в составе Индии). Данные события повлекли многочисленные массовые беспорядки. Ситуация осложнялась тем, что на западе жило довольно много индуистов и сикхов, тогда как на востоке — довольно много мусульман. Раздел провинции и последующие беспорядки привели к массовой вынужденной миграции населения с обеих сторон. Около 7 млн человек мигрировали в Пакистан и около 6 млн — из Пакистана в индийский Пенджаб.
Восточная часть бывшей британской провинции Пенджаб была реорганизована в штат Восточный Пенджаб, в то время как не входившие в состав британской провинции туземные княжества объединились в другой штат — Патиала и союз государств восточного Пенджаба. В 1956 году эти два штата были объединены в единый штат Пенджаб.
Столица бывшей провинции, город Лахор, остался после разделения на Пакистанской стороне. Новая столица штата была перемещена в Чандигарх. В 1966 году штат претерпевает новое разделение, теперь уже по языковому признаку. Так, 1 ноября 1966 года хиндиязычная юго-восточная часть штата была отделена и образовала новый штат Харьяна. Чандигарх, оказавшийся на границе Пенджаба и Харьяны, был объявлен союзной территорией.

## Население

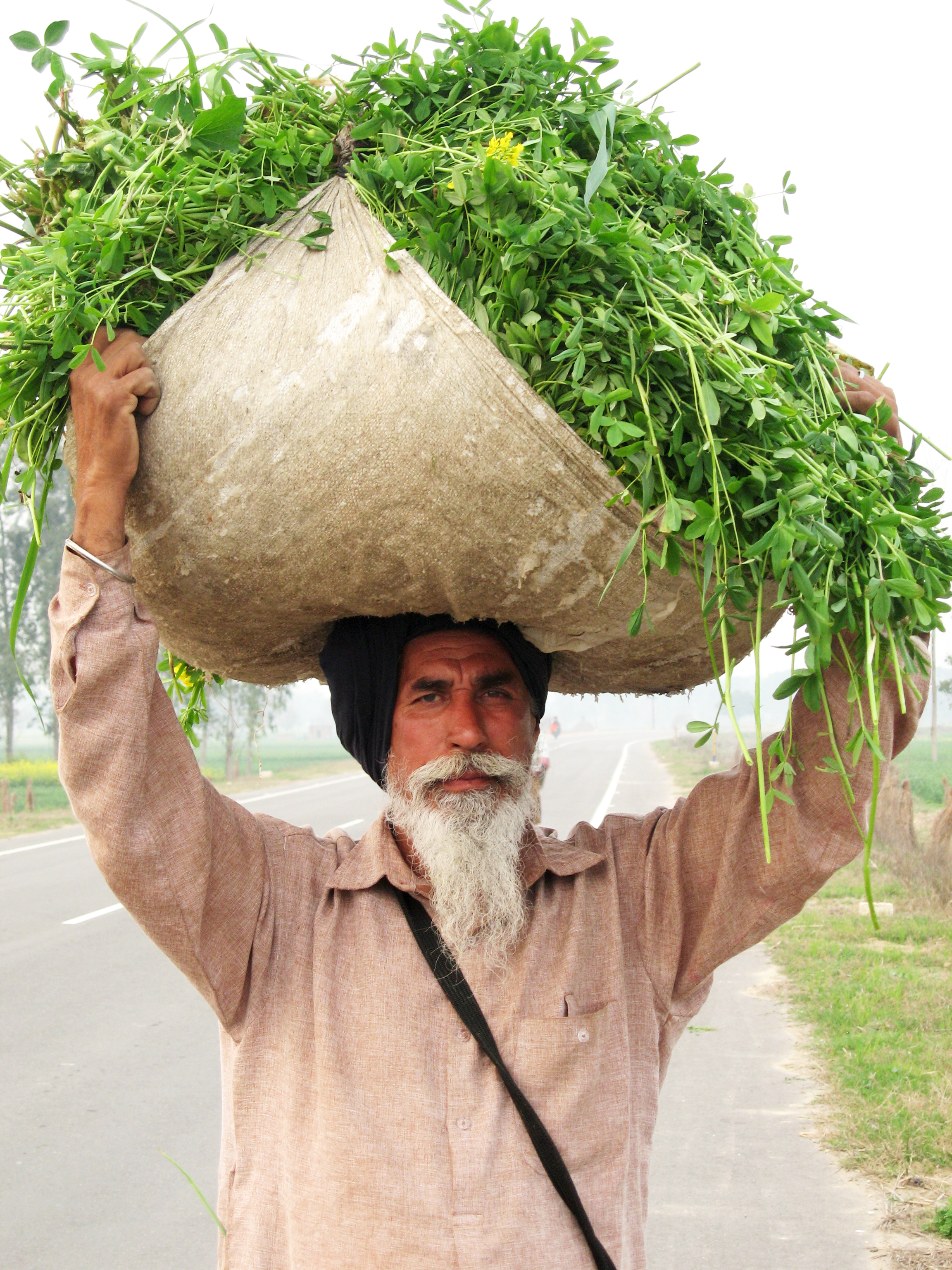
Житель Пенджаба

В Пенджабе проживает более 24 миллионов человек (2001). Сикхи составляют 59,91 % населения, индусы — 36,94 %, мусульмане — 1,57 %, христиане — 1,2 %, буддисты — 0,17 %. В последние годы заметна иммиграция в Пенджаб из других штатов Индии, что приводит к быстрому уменьшению доли сикхов в общем населении.
Важнейшая святыня сикхов — Хармандир-Сахиб (Золотой храм), расположен в городе Амритсар.
Пенджабский язык имеет в штате официальный статус. Кроме того, он широко распространён по другую сторону границы, в Пакистане, а также по всему миру, где велика пенджабская диаспора: главным образом в Англии. Другие языки, используемые в штате, включают английский, хинди, урду, бихари.
Общая доля мигрантов достигает 15—20 % от населения Пенджаба. Уровень грамотности составляет 75 % (80,23 % мужчин и 68,36 % женщин). Городское население составляет около 34 %, сельское — 66 %. В Пенджабе очень сильное различие между численностью женщин и численностью мужчин, так на 1000 мужчин здесь приходится всего 876 женщин.
Носители пенджаби составляют 91,7 %; хинди — 7,6 %; урду — 0,1 %.
Динамика численности населения:
- 1951 — 9 161 000 чел.
- 1961 — 11 135 000 чел.
- 1971 — 13 551 000 чел.
- 1981 — 16 788 915 чел.
- 1991 — 20 281 969 чел.
- 2001 — 24 289 296 чел.

Крупные города:
- Лудхиана — 1 395 053 чел.
- Амритсар — 975 695 чел.
- Джаландхар — 701 223 чел.
- Патиала — 302 870 чел.
- Бхатинда — 217 389 чел.
- Патханкот — 159 559 чел.

## Административно-территориальное деление
Штат включает в себя 22 округа:
- Амритсар
- Барнала (восстановлен в 2008 году)
- Бхатинда
- Гурдаспур
- Джаландхар
- Капуртхала
- Лудхиана
- Манса (создан в 1992 году)
- Мога (создан в 1995 году)
- Мохали (создан в 2006 году)
- Муктсар (создан в 1995 году)

- Патиала
- Патханкот (создан в 2011 году)
- Рупар (создан в 1966 году)
- Сангрур
- Тарн-Таран (создан в 2006 году)
- Фазилка (создан в 2011 году)
- Фаридкот (создан в 1975 году)
- Фатехгарх-Сахиб (восстановлен в 1992 году)
- Фирозпур
- Хошиарпур
- Шахидбхагатсингхнагар (создан в 1995 году)

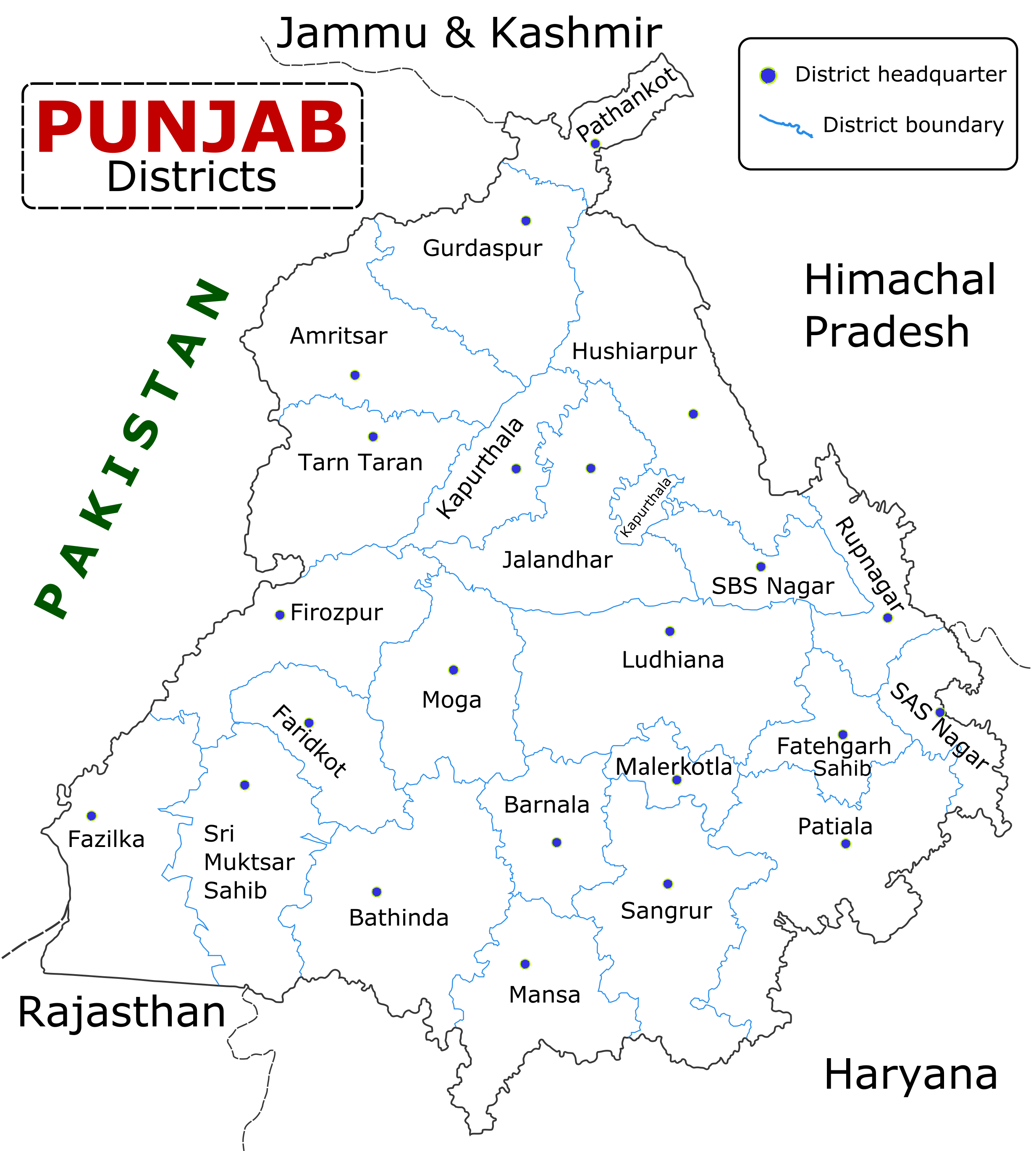
Округа штата и их центры

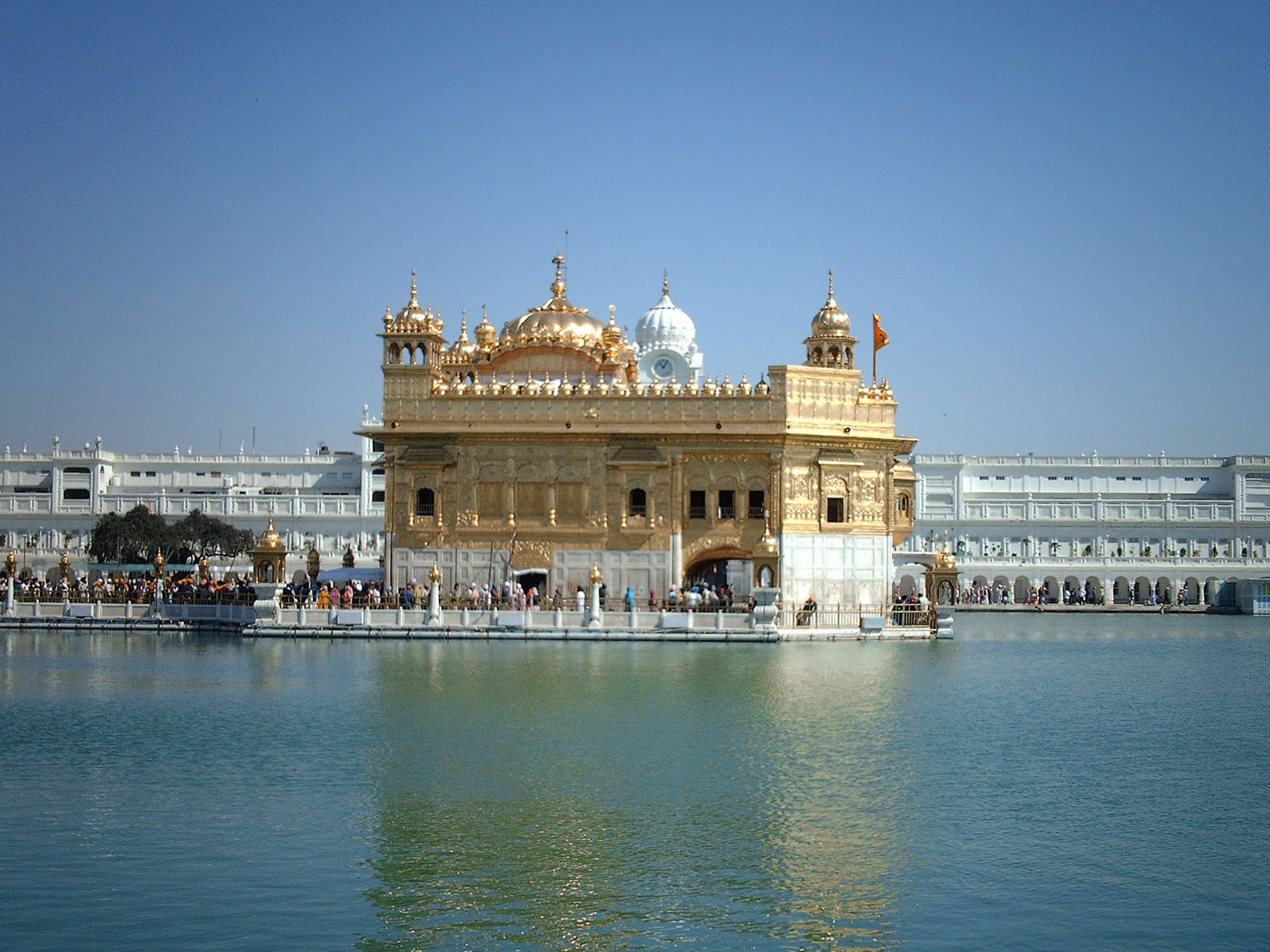
Хармандир-Сахиб, Амритсар

## Политика
Ведущие политические партии штата — Индийский национальный конгресс (ИНК) и региональная Широмани Акали Дал (ШАД); последняя, как правило, на региональных и федеральных выборах выступает в блоке с Бхаратия Джаната Парти (БДП). По итогам последних региональных выборов, проходивших в феврале 2007 г., альянс ШАД—БДП сформировал правительство штата во главе с основателем ШАД П. С. Бадалом.

## Экономика
Согласно журналу India Today, общее состояние штата является лучшим в Индии на 2003 г. Все последующие года Пенджаб удерживает эту позицию . По данным India State Hunger Index на 2008 год, общий определитель голода в Пенджабе — самый низкий в стране. Также, в штате самый высокий уровень жизни и самая развитая в Индии инфраструктура. Все деревни Пенджаба были электрифицированы и подключены к государственной энергосети ещё с 1974 года. В штате применяются наиболее развитые методы сельского хозяйства.
Пенджаб зачастую называют «житницей Индии». Здесь производит 14 % всего хлопка страны, 20 % индийской пшеницы и 9 % индийского риса. В мировых масштабах это даёт 2 % всего хлопка и пшеницы в мире и 1 % мирового риса.
Кроме сельского хозяйства, основными видами промышленности штата являются: производство электронных товаров, станков и оборудования, текстиля, швейных машин, велосипедов, удобрений и др.

## Транспорт
В Пенджабе находится 6 аэропортов, лишь один из которых принимает международные рейсы, находится в 11 км к северо-западу от Амритсара.
Большинство городов штата соединены железными дорогами. Амритсар связан с Дели Shatabdi Express. Общественный транспорт представлен также автобусами и авторикшами.